# Melomys rufescens
Melomys rufescens is een knaagdier uit het geslacht Melomys dat voorkomt op Nieuw-Guinea en de nabijgelegen eilanden Blup Blup, Duke of York, Japen, Karkar, Lamassa, Mioko, Nieuw-Brittannië, Nieuw-Ierland, Salawati, Sideia en Waigeo. Het is een in bomen levende soort die voornamelijk regenwouden bewoont. Hij is het nauwste verwant aan zijn verwanten uit omliggende eilanden M. paveli, M. matambuai en M. bougainville, zijn Nieuw-Guinese zustersoort M. dollmani, de nauwe morfologische verwant M. leucogaster met zijn eilandverwanten M. caurinus, M. talaudium, M. fulgens en M. arcium en ten slotte M. howi uit Yamdena, waarvan de verdere verwantschappen onduidelijk zijn.
De rug is roodachtig, de onderkant wit. De lange, donkere grijpstaart wordt bedekt met kleine, opgerichte schubben. De kop-romplengte bedraagt 102 tot 146 mm, de staartlengte 108 tot 175 mm, de achtervoetlengte 25.5 tot 29 mm, de oorlengte 13 tot 17 mm en het gewicht 37 tot 102 gram. Vrouwtjes hebben 0+2=4 mammae.
Deze soort paart aan het eind van het jaar. Er worden één tot vier jongen geboren, maar meestal twee. Het kleinste zwangere vrouwtje dat ooit is gevonden woog 52 gram. M. rufescens wordt vaak gevonden in door mensen verstoorde gebieden, en naar het schijnt past hij zich snel aan aan de gewijzigde omstandigheden.
Deze soort heeft de volgende ondersoorten:
- Melomys rufescens calidor (Zuidwest-Nieuw-Guinea)
- Melomys rufescens gracilis (oostelijke bergen van Nieuw-Guinea) (dit is iets anders dan Melomys dollmani; zie dat artikel)
- Melomys rufescens hageni (westelijke bergen van Nieuw-Guinea)
- Melomys rufescens niviventer (zuidelijk Nieuw-Guinea)
- Melomys rufescens rufescens (Bismarck-archipel)
- Melomys rufescens sexplicatus (Noord-Nieuw-Guinea)
- Melomys rufescens stalkeri (Oost-Nieuw-Guinea)

De taxonomie van veel van deze soorten is echter slecht onderzocht en het is onduidelijk of deze vormen allemaal één groep vormen ten opzichte van de verschillende insulaire varianten.